# Meropesta sinojaponica
Meropesta sinojaponica is een tweekleppigensoort uit de familie van de Mactridae. De wetenschappelijke naam van de soort is voor het eerst geldig gepubliceerd in 1983 door Zhuang.